# 格雷戈尔·施瓦茨-博斯图尼奇
格雷戈尔·施瓦茨-博斯图尼奇（Gregor Schwartz-Bostunitsch，1883年12月1日-约1945年后），是一位納粹德國高层人物。他曾參與本土運動，他也是一位有德国和俄罗斯血统的作家，后于1944年晋升为党卫队旗隊領袖。